# Кинг Лејк (Небраска)
Кинг Лејк (енгл. King Lake) насељено је место без административног статуса у америчкој савезној држави Небраска.

## Демографија
По попису из 2010. године број становника је 280.
| Група             | 2000.    | 2010.       |
| Белци             | 0 (0,0%) | 246 (87,9%) |
| Афроамериканци    | 0 (0,0%) | 0 (0,0%)    |
| Азијати           | 0 (0,0%) | 0 (0,0%)    |
| Хиспаноамериканци | 0 (0,0%) | 22 (7,9%)   |
| Укупно            | 0        | 280         |